# Pierrick Fédrigo
Pierrick Fédrigo, född 30 november 1978 i Marmande, är en fransk professionell tävlingscyklist. Han har vunnit fyra etapper på Tour de France, franska linjeloppsmästerskapen 2005, GP Ouest France-Plouay 2008 och Criterium International under säsongen 2010.

## Barndom
Efter att ha spelat fotboll när han var mindre började Pierrick Fédrigo med cykelsporten när han var 15 år. Han cyklade för hemmalaget CC Marmandais tills han blev professionell. Som amatör vann han bland annat Flèche Ardennaise och en etapp på Giro delle Regioni.

## Proffskarriär
I slutet av 1999 fick Pierrick Fédrigo prova på att vara professionell under några månader som stagiaire med det franska stallet Crédit Agricole.

### Crédit Agricole, 2000–2004
Fédrigo blev professionell 2000 med Crédit Agricole men efter ett år i proffsstallet började han att tävla för deras amatörsatsning, Crédit Agricole Espoirs, under ett år innan han återvände till det franska laget. 
Under sina två första år hade han skadebekymmer men problemen började lösa sig under sommaren 2002. Han blev inte inbjuden till Tour de France 2002, men slutade trea i Tour du Doubs, slutade på femte plats i Uniqa Classic efter en utbrytning under etapp 1. I augusti tog han sin första proffsseger när han vann etapp 4 av Tour du Limousin, en tävling där han slutade på tredje plats i slutställningen. I september slutade han på andra plats i Tour de l'Avenir, en sekund bakom ryssen Jevgenij Petrov. Några dagar senare slutade på sjätte plats i Grand Prix d'Isbergues. Han tog sin andra proffsseger under året när han vann etapp 3 på Paris-Corrèze före sin utbrytningskollega Kurt Asle Arvesen. I slutet av säsongen blev han vald att delta i det franska landslaget under Världsmästerskapen i Zolder, men bröt loppet.
Nästa år slutade han femma i GP d'Ouverture La Marseillaise och var nära att ta en etappseger i Critérium du Dauphiné libéré, men blev slagen av Laurent Lefèvre. Under sommaren deltog Fédrigo i sin första Tour de France, men bröt loppet när de kom till Pyrenéerna. Senare under säsongen vann fransmannen en etapp i Tour de l'Avenir.
Under våren 2004 slutade han i topp 5 på flera tävlingar. Han slutade på femte plats i Étoile de Bessèges och Grand Prix de Villers-Cotterêts, tog fjärde platsen i Dunkirks fyradagars och slutade trea i Route Adélie de Vitré och À travers le Morbihan. Han slutförde Tour de France 2004 och efteråt vann han den andra etappen och tog slutsegern i Tour du Limousin.

### Bouygues Télécom, 2005–2010

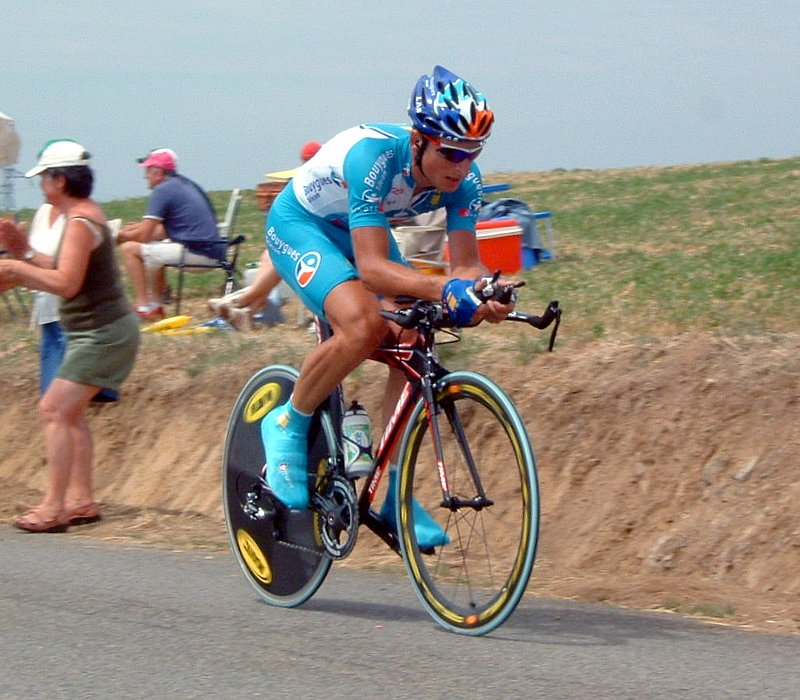
Pierrick Fédrigo, Tour de France 2005.

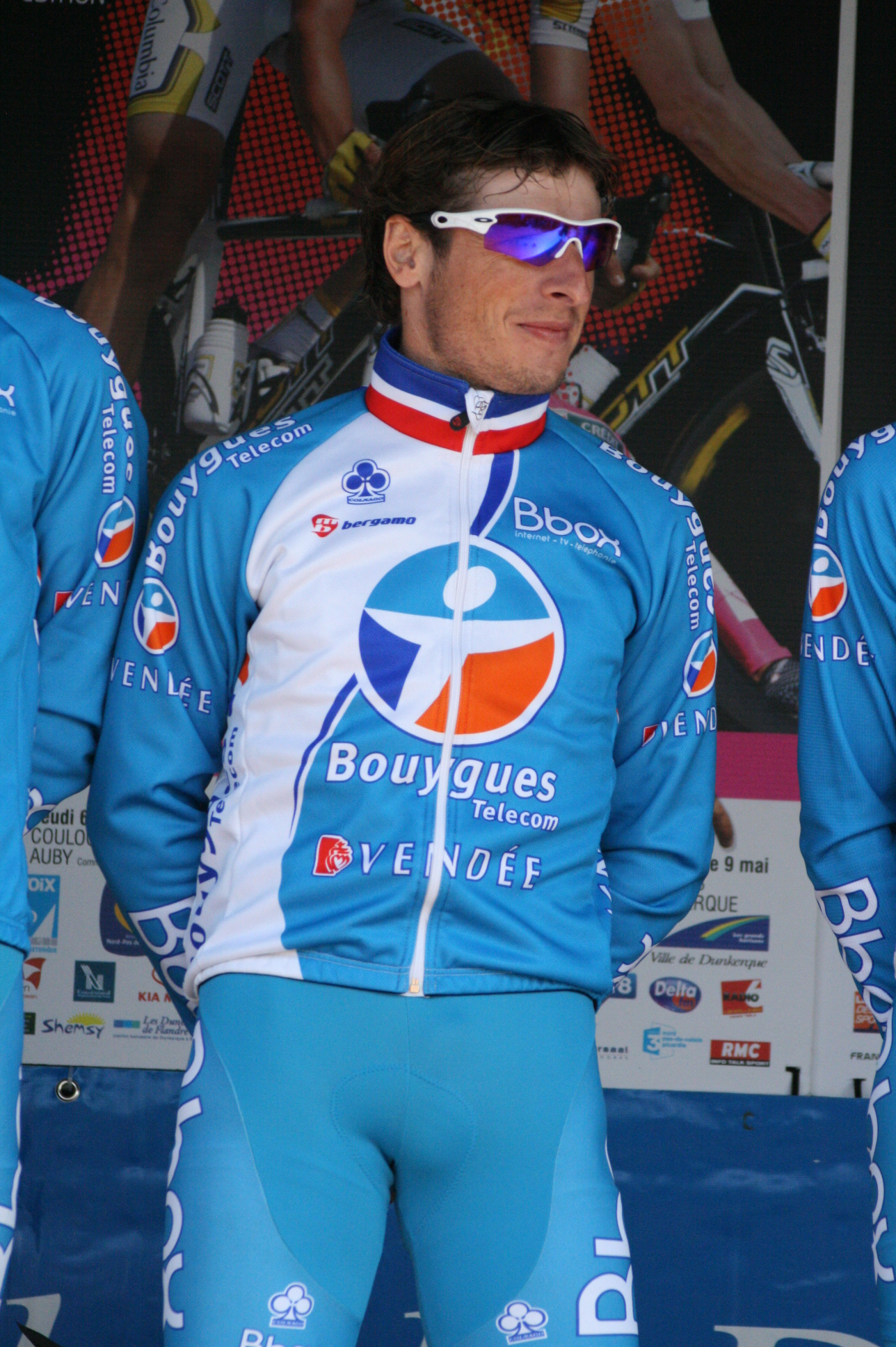
Fedrigo inför Dunkirks fyradagars 2010.

Inför säsongen 2005 lämnade Pierrick Fédrigo det franska stallet Crédit Agricole och gick i stället vidare till UCI ProTour-stallet Bouygues Télécom. 
Han tog sin första seger med sitt nya stall på Cholet-Pays de Loire och tog sedan segern i Dunkirks fyradagars. Under våren slutade han 15:e plats i Katalonien runt. Den 26 juni 2005 blev Pierrick Fédrigo ny fransk nationsmästare på landsväg och tog över mästartröjan från stallkamraten Thomas Voeckler, som vann tävlingen 2004.
Under säsongen 2006 slutade Fédrigo tvåa i Tour du Finistère bakom ryssen Sergej Kolesnikov, och han vann en etapp på Dunkirks fyradagars, men lyckades inte vinna tävlingen igen. Han förberedde sig inför Tour de France 2006 genom att cykla Katalonien runt, Critérium du Dauphiné libéré och sedan Route du Sud, där han slutade på andra plats efter Thomas Voeckler. Den 16 juli 2006 vann han den fjortonde etappen av Tour de France mellan Montélimar och Gap före italienaren Salvatore Commesso, som varit i samma utbrytning som fransmannen. I augusti tog han en ny etappseger på Tour du Limousin och bar ledartröjan under tre dagar, men förlorade den senare till Leonardo Fabio Duque. I september slutade han femma på Grand Prix de Plouay.
Säsongen 2007 var mer diskret för Fédrigo. Han slutade på 18:e plats i Paris-Nice och Liege-Bastogne-Liege och tar några topp 10-placeringar i de franska endagsloppen. I juni slutade han på 14:e plats i Criterium du Dauphine Libere och slutar sedan tvåa i de franska nationsmästerskapen bakom Christophe Moreau. I slutet av säsongen tog han sin enda säsongsseger på Tour du Limousin framför Oscar Pereiro Sio. I september deltog han i världsmästerskapen i Stuttgart.
I februari 2008 slutade Pierrick Fédrigo på tredje platsen Étoile de Bessèges bakom stallkamraten Jurij Trofimov och belgaren Gianni Meersman. Han vann sedan etapp 4 på Dunkirks fyradagars, där han slutade trea i slutställningen. Två veckor senare vann fransmannen etapp 3 under Katalonien runt och slutade tävlingen på åttonde plats. På Critérium du Dauphiné Libérés tuffaste etapp slutade Pierrick Fédrigo tvåa, en minut och två sekunder bakom dansken Chris Anker Sørensen. I Tour de France 2008 slutade han på 29:e plats innan han blev utvald att få delta för Frankrike i de Olympiska sommarspelen i Peking, Kina. I augusti 2008 slutade han tvåa på etapp 4 av Tour du Limousin efter landsmannen Benoît Vaugrenard. Den 25 augusti vann fransmannen ProTour-tävlingen GP Ouest France-Plouay genom en tremanssprurt med Alessandro Ballan och David López Garcia. Fédrigo sa efter tävlingen att segern tog "bronsplatsen i sin meritlista" efter att ha vunnit en etapp i Tour de France och varit fransk mästare.
Pierrick Fédrigo slutade på sjätte plats på etapp 3 av Étoile de Bessèges 2009 och slutade femma på den nästkommande etappen. Han slutade också på femte plats på etapp 2 av Tour du Haut-Var bakom Thomas Voeckler, David Moncoutié, Chris Anker Sørensen och Vladimir Efimkin. Fransmannen Dimitri Champion vann Tour du Finistère framför Pierrick Fédrigo. Fédrigo vann sedan etapp 5 av Dunkirks fyradagars 2009 framför Rui Alberto Faria Da Costa och David Lelay. Den 12 juni vann fransmannen etapp 6 av Critérium du Dauphiné Libéré framför Jürgen Van De Walle och Stephane Goubert. Han vann också tävlingens bergstävling. Pierrick Fédrigo slutade på tredje plats på etapp 3 av Route du Sud bakom Christophe Riblon och Tomasz Marczyński. I juli vann Pierrick Fédrigo den nionde etappen av Tour de France 2009 strax framför Franco Pellizotti, som han hade varit i utbrytning med. Fédrigo slutade på tredje plats på etapp 16 av det franska etapploppet bakom Mikel Astarloza och Sandy Casar. Romain Feillu vann etapp 4 av Tour du Limousin framför Pierrick Fédrigo. Fédrigo lyckades inte ta segern i GP Ouest France för andra året i rad, men tog andra plats bakom Simon Gerrans. Han deltog också i Vuelta a Espana för att förbereda sig inför världsmästerskapen.
I mars 2010 vann Pierrick Fedrigo det franska etapploppet Criterium International, men vann också tävlingens första etapp och på den andra etappen slutade han trea. Fransmannen vann etapp 16 av Tour de France 2010 framför hans åtta utbrytningskollegor, däribland den sjufaldiga Tour de France-segraren Lance Armstrong. I mitten av september bestämmer sig Fedrigo för att signera ett kontrakt för det franska stallet FDJ inför säsongen 2011.

### FDJ, 2011–
Under sitt första år med det franska stallet FDJ slutade han på fjärde plats i Étoile de Bessèges och Criterium International. I april hjälpte han Anthony Roux och Sandy Casar att vinna Circuit de la Sarthe respektive Paris-Camembert. Efter Ardennerklassikerna slutade han femma i Dunkirks fyradagars och slutade sedan tvåa i Grand Prix de Plumelec. Efter de franska nationsmästerskapen beslutade han sig för att vila och valde att inte köra Tour de France 2011. Resultaten under året hade inte varit lika bra som stallet och Fédrigo hade förväntat sig. I juli blev Fédrigo diagnostiserad med borrelia, vilket var orsaken tills hans trötthet. I september slutade han tvåa i Grand Prix Cycliste de Montréal, där han blev slagen av Rui Alberto Costa Faria.
Inför säsongen 2012 ville Fédrigo börja vinna igen efter sjukdom Säsongen började med en sjunde plats i Etoile de Bessèges, Boch i mars vann han etapp 3 på Critérium International, en tävling där han slutade på andra plats bakom Cadel Evans. I början av maj slutade fransmannen på tredje plats på etapp 1 av Dunkirks fyradagars.

## Privatliv
Pierrick Fédrigo är syskonbarn till Alain Bernard, som var professionell cyklist mellan 1974 och 1980. Hans pappa Michel Fedrigo var också fascinerad av cykelsporten och tävlade som amatör.

## Meriter
1999
1:a, Flèche Ardennaise
2002
1:a Tour du Limousin, etapp 4
1:a Paris-Corrèze, etapp 3
2:a, Tour de l'Avenir
2:a, Tour de l'Avenir, etapp 8
3:a, Tour de l'Avenir, etapp 7
3:a, Tour de l'Avenir, etapp 10
3:a, Sachsen Tour, etapp 2
3:a, Lusignan-Petit
3:a, Tour du Limousin
3:a, Tour du Doubs
2003
1:a Tour de l'Avenir, etapp 6
2:a, Critérium du Dauphiné Libéré, etapp 5
2004
1:a Tour du Limousin
1:a Tour du Limousin, etapp 2
1:a, Vergt
3:a, Route Adélie de Vitré
3:a, Dunkirks fyradagars, etapp 4
3:a, À travers le Morbihan
3:a, Castillon-la-Bataille
3:a, Vayrac
2005
1:a Dunkirks fyradagars
1:a Cholet-Pays de Loire
 Nationsmästerskapens linjelopp
1:a, Calais
1:a, Lusignan-Petit
2:a, Dunkirks fyradagars, etapp 4
2:a, Castillon-la-Bataille
3:a, Dunkirks fyradagars, etapp 3
3:a, Route du Sud, etapp 1
3:a, Dun Le Palestel
3:a, Quilan
2006
1:a, Dunkirks fyradagars, etapp 4
1:a, Tour de France, etapp 14
1:a, Tour du Limousin, etapp 1
1:a, Bordeaux-Cauderan
1:a, Quilan
2:a, Tour du Limousin
2:a, Tour du Finistère
2:a, Route du Sud
2:a, Route du Sud, etapp 4
2:a, Vergt
2007
1:a Tour du Limousin
2:a, Medelhavsloppet, etapp 4
2:a, Nationsmästerskapens linjelopp
2:a, Tour du Limousin, etapp 1
2:a, Bordeaux-Cauderan
3:a, Dunkirks fyradagars, etapp 5
3:a, Critérium du Dauphiné Libéré, etapp 6
3:a, Tour du Limousin, etapp 3
2008
1:a, Dunkirks fyradagars, etapp 4
1:a, Katalonien runt, etapp 3
1:a, GP Ouest France-Plouay
2:a, Critérium du Dauphiné Libéré, etapp 6
2:a, Tour du Limousin, etapp 4
3:a, Etoile de Bessèges
3:a, Etoile de Bessèges, etapp 3
3:a, Dunkirks fyradagars
2009
1:a, Dunkirks fyradagars, etapp 5
1:a, Critérium du Dauphiné Libéré, etapp 6
1:a, Critérium du Dauphiné Libéré, bergspristävling
1:a, Tour de France 2009, etapp 9
3:a, Route du Sud, etapp 3
3:a, Tour de France 2009, etapp 16
2010
1:a, Tour de France 2010, etapp 16
1:a, Critérium International
1:a, Critérium International, etapp 1
2:a, Tour du Haut-Var, etapp 2
3:a, Classic Loire Atlantique
3:a, Critérium International, etapp 2
2011
2:a, Grand Prix Cycliste de Montréal
2:a, GP de Plumelec-Morbihan
3:a, Circuit Cycliste Sarthe, etapp 3
2012
1:a, etapp 3, Critérium International
2:a, Critérium International
3:a, Dunkirks fyradagars, etapp 1
1:a, Tour de France 2012, etapp 15

## Stall
- Crédit Agricole (stagiaire) 1999
- Crédit Agricole 2000
- Crédit Agricole Espoirs 2001
- Crédit Agricole 2002–2004
- Bouygues Télécom 2005–2010
- FDJ 2011–